# Muslimanski oslobodilački pokret
Muslimanski oslobodilački pokret bio je vojni pokret Bošnjaka u Bosni i Hercegovini. Osnovao ga je hfz. Muhamed Pandža, poznat kao otvoreno i dosljedno pronjemački orijentiran. Počeo je promicati panislamističke ciljeve. Vojni pokret koji je osnovao imao je cilj borbu i protiv četnika i protiv ustaša, i naoružavanja bošnjačkih postrojbi za obranu bošnjačkih sela i obitelji. Pozivao je na toleranciju i miroljubivu suradnju i s pravoslavcima i s katolicima u Bosni i Hercegovini. Gotovo sa sigurnošću je da su osnivanju Muslimanskog oslobodilačkog pokreta pridonijeli masakri koje su Nijemci počinili nad Bošnjacima, uključujući i žene i djecu, a koji su užasnuli Muhameda Pandžu.